# Phaseolodes sericeum
Phaseolodes sericeum là một loài thực vật có hoa trong họ Đậu. Loài này được (Wight & Arn.) Kuntze miêu tả khoa học đầu tiên năm 1891.